# Спеллингс, Маргарет
Ма́ргарет Спе́ллингс (род. 30 ноября 1957, Анн-Арбор, Мичиган) — американский политический и государственный деятель; 8-й министр образования США при администрации президента Джорджа Буша с 2005 по 2009 года.

## Биография
Маргарет Спеллингс (имя при рождении Маргарет Дудар) родилась 30 ноября 1957 года в городе Анн-Арбор, штат Мичиган. Когда она училась в третьем классе, её семья переехала в Хьюстон. Здесь она окончила среднюю школу Шарпстоуна в 1975 году.
В 1979 году она получила степень бакалавра по политологии в Хьюстонском университете и работала в комиссии по реформе образования при губернаторе штата Техас Билле Клементсе, а также исполнительным директором Техасской ассоциации школьных советов. Спеллингс была политическим директором в первой губернаторской кампании Буша в 1994 году, а затем стала старшим советником Буша в период его пребывания на посту губернатора Техаса с 1995 по 2000 года.
В 2001 году она была одним из главных сторонников закона «Ни одного отстающего ребёнка» (англ. No Child Left Behind Act), направленного на реформирование начального и среднего образования.
После ухода Рода Пейджа с поста министра образования, Спеллингс была назначена на эту должность Джорджем Бушем 17 ноября 2004 года и утверждена Сенатом США 20 января 2005 года. Она стала второй женщиной министром по образованию.
В 2005 году она созвала комиссию по вопросу о будущем высшего образования.
После ухода с поста министра, основала консалтинговую компанию Margaret Spellings & Company в Вашингтоне и является старшим советником Бостонской консалтинговой группы.